# Cier-de-Rivière
Cier-de-Rivière är en kommun i departementet Haute-Garonne i regionen Occitanien i södra Frankrike. Kommunen ligger i kantonen Barbazan som tillhör arrondissementet Saint-Gaudens. År 2022 hade Cier-de-Rivière 267 invånare.

## Befolkningsutveckling
Antalet invånare i kommunen Cier-de-Rivière
Referens:INSEE